# Ceritoturris
Ceritoturris é um gênero de gastrópodes pertencente a família Horaiclavidae.

## Espécies
- Ceritoturris bittium (Dall, 1924)
- †Ceritoturris fecunda Lozouet, 1999 [3]
- †Ceritoturris littoralis Lozouet, 2017
- Ceritoturris nataliae Kilburn, 1988[4]
- †Ceritoturris philippei Lozouet, 2017
- Ceritoturris pupiformis (E. A. Smith, 1884)
- Ceritoturris suavis (Hervier, 1896)
- Ceritoturris thailandica Robba et al., 2006[5]

Espécies trazidas para a sinonímia
- Ceritoturris papillosa (Garrett, 1873): sinônimo de Carinapex papillosa (Garrett, 1873)
- Ceritoturris theoteles (Melvill & Standen, 1896): sinônimo de Iredalea theoteles (Melvill & Standen, 1896)